# Xavier Icaza
Xavier Icaza y López Negrete (2 de octubre de 1892, Durango, Dgo. - 27 de agosto de 1969, México D.F., ) fue un abogado, escritor y periodista mexicano, así como Ministro de la Suprema Corte de Justicia de la Nación, profesor en la Universidad de Xalapa y en la Universidad Nacional Autónoma de México.
Fue abogado por la Escuela Libre de Derecho de la que fue alumno fundador. Estudió Letras Clásicas en la Universidad de Columbia en Nueva York.  
De 1935 a 1940 fue Ministro numerario de la Cuarta Sala, entonces en materia del Trabajo, de la Suprema Corte de Justicia de la Nación.
Agudo satírico de las estructuras sociales, se interesó en el tema de la Revolución mexicana y la participación de los extranjeros en la explotación petrolera nacional. Experimentó formalmente en su prosa y su poesía, lo cual lo llevó fuera de los cauces tradicionales y a acercarse al estridentismo.

## Vida familiar
Se casó con la también escritora y poeta xalapeña, Ana Güido Corral (ca.1890-ca.1960).
Tuvieron una hija, Ana María Icaza Güido (1922- ), quien en 1949 se casó en la Ciudad de México con el poeta y filósofo de origen catalán Ramón Xirau.

## Obras
- Gente mexicana
- Retablo de Nuestra Señora de Guadalupe
- La patrona.
- Panchito Chapopote, retablo tropical
- Coloquio de Juan Lucero
- Mitote de la Toloacha
- La Revolución Mexicana y la literatura
- Marea encendida
- Magnavoz, 1926
- Dilema
- Trayectoria
- De Chalma y de Los Remedios
- El nuevo derecho obrero mexicano